# Pallet

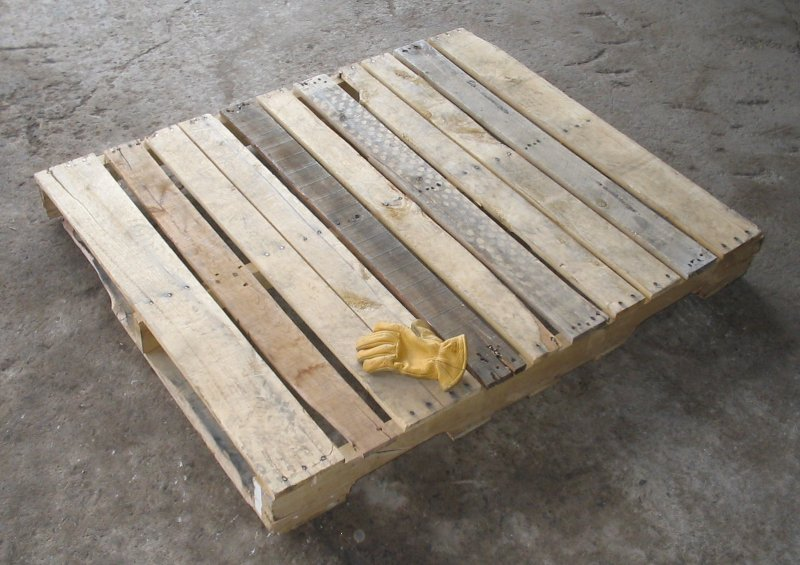
Pallet gỗ tiêu chuẩn

Pallet hay kệ kê hàng là một cấu trúc phẳng dùng để cố định hàng hóa khi hàng được nâng lên bởi xe nâng pallet (Forklift)hoặc các thiết bị vận chuyển khác. Pallet có cấu tạo cơ bản của một đơn vị lượng tải (unit load) cho phép di chuyển và xếp vào kho một cách hiệu quả.
Hầu hết các pallet làm bằng gỗ, tuy nhiên cũng có những loại pallet được làm bằng nhựa, kim loại, giấy, vật liệu tái chế. Mỗi loại vật liệu có những ưu nhược điểm khác nhau.

## Lịch sử phát triển của pallet
Pallet là cụm từ được từng được biết đến trong suốt đầu thế kỷ XX. Vào thời điểm đó, cụm từ pallet được hiểu là hộp gỗ, thùng gỗ, thường sử dụng để bảo vệ, lưu trữ và vận chuyển hàng hoá.